# 野村義一
野村義一（のむら ぎいち；1914年10月20日—2008年12月28日），北海道同胞協會会长。

## 簡歷
1914年，生于胆振白老村。自幼失怙，由母亲單獨扶養。母方野村家是白老的酋长（日语：コタンコロクル）家系。
1935年，加入日军第7师团月寒步兵团第25連隊。 1936年，他於白老渔会工作。 1939年，再次应征入伍；1940年，退伍。 1943年，第三次應征入伍。 1945年，遭苏军扣押在樺太島。 1948年，返國。1949年，出任白老漁業协同组合常务理事。
1955年，当选为白老町议会议员，担任28年共7届议员，也曾出任议会副議長 。
1960年，就任北海道同胞協會秘書長，兼任常務理事。 1964年，就任北海道同胞協會理事长，直至1996年。就職期间，致力廢除北海道舊土人保護法，以制定促進愛努人權利的新法；又推廣愛奴文化復興，主張原住民權利。
1988年，作為理事，參加創立反差別国際運動。 1992年12月，在纽约联合国总部举行的“国际原住民年”开幕式上发表纪念演講 。
1997年，實現《愛奴文化振興法》立法。
2008年12月28日，於登别市登别厚生年金病院病逝。

## 著作
- アイヌ民族を生きる　草風館　ISBN 978-4-88323-091-4

### 註腳
1. 1 2 3

### 文獻
- 竹内渉 編 『野村義一と北海道ウタリ協会』 草風館、2004年、ISBN 978-4883231447
- 本多勝一 『先住民族アイヌの現在』 朝日新聞社、1993年、ISBN 978-4022607768